# Route 412 (Terre-Neuve-et-Labrador)
Pour les articles homonymes, voir Route 412.
La route 412 est une route tertiaire de la province de Terre-Neuve-et-Labrador d'orientation ouest-est située dans le nord de l'île de Terre-Neuve, à l'ouest de Baie Verte. Elle est une route faiblement empruntée reliant la route 419 à Seal Cove, situé 8 kilomètres plus à l'ouest, alors qu'elle se termine sur un cul-de-sac. Route alternative des routes 410 et 419, elle est nommée Seal Cove Road, mesure 8 kilomètres et est une route asphaltée sur l'entièreté de son tracé.

## Communautés traversées
- Seal Cove